# UFC Flyweight Championship
La cintura dei pesi mosca dell'organizzazione Ultimate Fighting Championship venne istituita nel 2012 con un torneo a quattro lottatori al quale presero parte Demetrious Johnson, Joseph Benavidez, Ian McCall e Yasuhiro Urushitani.

## Flyweight championship (fino ai 56 kg)
| Nome | Data                                                         | Luogo                    | Difese |
| --- | ------------------------------------------------------------ | ------------------------ | --- |
| Demetrious Johnson batté Joseph Benavidez | 22 settembre 2012 (UFC 152)                                  | Toronto, Canada          | - batté John Dodson a UFC on Fox 6 il 26 gennaio 2013 - batté John Moraga a UFC on Fox 8 il 27 luglio 2013 - batté Joseph Benavidez a UFC on Fox 9 il 14 dicembre 2013 - batté Ali Bagautinov a UFC 174 il 14 giugno 2014 - batté Chris Cariaso a UFC 178 il 27 settembre 2014 - batté Kyoji Horiguchi a UFC 186 il 25 aprile 2015 - batté John Dodson a UFC 191 il 5 settembre 2015 - batté Henry Cejudo a UFC 197 il 23 aprile 2016 - batté Tim Elliott ad TUF 24 Finale il 3 dicembre 2016 - batté Wilson Reis a UFC on Fox 24 il 15 aprile 2017 - batté Ray Borg a UFC 216 il 7 ottobre 2017 |
| Henry Cejudo | 4 agosto 2018 (UFC 227)                                      | Los Angeles, Stati Uniti | - batté T.J. Dillashaw a UFC Fight Night: Cejudo vs. Dillashaw il 19 gennaio 2019 |
| Il 20 dicembre 2019 Cejudo annuncia che renderà vacante il titolo per concentrarsi sulla difesa del titolo pesi gallo. Il titolo diventa ufficialmente vacante il 29 febbraio 2020. |                                                              |                          | |
| Deiveson Figueiredo batté Joseph Benavidez | 19 luglio 2020 (UFC Fight Night: Figueiredo vs. Benavidez 2) | Abu Dhabi, Emirati Arabi | - batté Alex Perez a UFC 255 il 21 novembre 2020 - pareggiò contro Brandon Moreno a UFC 256 il 12 dicembre 2020 |
| Brandon Moreno | 12 giugno 2021 (UFC 263)                                     | Glendale, Stati Uniti    | |
| Deiveson Figueiredo (2) | 22 gennaio 2022 (UFC 270)                                    | Anaheim, Stati Uniti     | |
| Brandon Moreno batté Kai Kara-France per il titolo ad interim | 30 luglio 2022 (UFC 277)                                     | Dallas, Stati Uniti      | |
| Brandon Moreno (2) | 21 gennaio 2023 (UFC 283)                                    | Rio de Janeiro, Brasile  | |
| Alexandre Pantoja | 8 luglio 2023 (UFC 290)                                      | Las Vegas, Stati Uniti   | - batté Brandon Royval a UFC 296 il 16 dicembre 2023 - batté Steve Erceg a UFC 301 il 4 maggio 2024 - batté Kai Asakura a UFC 310 il 7 dicembre 2024 - batté Kai Kara-France a UFC 317 il 28 giugno 2025 |